# サスペクト・ゼロ
『サスペクト・ゼロ』（Suspect Zero）は、2004年にアメリカで公開されたサスペンス映画。

## ストーリー
FBI捜査官のトム・マッケルウェイは、連続殺人犯の不当逮捕が原因で、ニューメキシコ州のアルバカーキに左遷させられてしまう。しかも、彼が赴任して早々、管轄内で殺人事件が発生する。やがてこの事件は連続殺人事件に発展。事件被害者の遺体には共通点があり、いずれもまぶたが切り取られ、身体には0のマークが刻まれていた。トムは原因不明の頭痛に悩まされながらも捜査を続け、ついにベンジャミン・オライアンという男に辿りつく。

## キャスト
※括弧内は日本語吹き替え
- トム・マッケルウェイ - アーロン・エッカート（根本泰彦）
- ベンジャミン・オライアン - ベン・キングズレー（有本欽隆）
- フラン・クーロック - キャリー＝アン・モス（山像かおり）
- リッチ・チャールトン - ハリー・レニックス（稲葉実）
- ハロルド・スペック - ケヴィン・チャンバーリン（辻親八）